# Nilothauma babiyi
Nilothauma babiyi är en tvåvingeart som först beskrevs av Rempel 1937.  Nilothauma babiyi ingår i släktet Nilothauma och familjen fjädermyggor. Inga underarter finns listade i Catalogue of Life.